# Гюнтер Бруно Фукс
Гюнтер Бруно Фукс (на немски: Günter Bruno Fuchs) е германски поет, белетрист, график и автор на книги за деца.

## Живот
Още ученик Фукс е призован в „народното опълчение“ и в края на Втората световна война служи в противовъздушната отбрана на Берлин. Заловен е и е пратен в белгийски военнопленнически лагер. През 1949 г. се завръща в Берлин и става студент във Висшия институт за изобразително изкуство. Работи като клоун в пътуващ цирк, а след 1952 г. е писател и график на свободна практика. Фукс издава в Ройтлинген литературното списание „Визум“, съосновател е на галерия „Цинке“ и сътрудничи на радиото. В 1958 г. поетът се преселва в Западен Берлин. От 1971 г. е член на ПЕН центъра на ФРГ.

## Творчество
В поезията си Гюнтер Бруно Фукс заявява своето нежелание да се приобщи към съществуващите политически порядки. Първата му стихосбирка „Сутринта“ (1954) и следващата „Цигански барабан“ (1956) със собствени гравюри на дърво са посветени на стремежа да се изгради собствено съществувание „помежду властващите идеологии“. Следват „След домашния обиск“ (1957), „Молитвеник на един гълтач на мечове“ (1960), „Пиянски съзерцания“ (1962), „Песен на скитника“  (1965), „Странички на един придворен поет и други стихотворения“ (1967).

## Влияние
Наричат Гюнтер Бруно Фукс непримирим размирник, поет с „едно плачещо и друго смеещо се око“. На погребението му са стичат почитатели от цяла Германия. Надгробното слово държи неговият приятел, поетът Кристоф Мекел.